# 창백한얼굴박쥐
창백한얼굴박쥐(Phylloderma stenops)은 주걱박쥐과에 속하는 박쥐의 일종이다. 남아메리카와 중앙아메리카에서 발견된다. 창백한얼굴박쥐속(Phylloderma)의 유일종이다.

## 특징
중대형 박쥐로 몸통 길이는 87~115mm이고 전완장은 69~83mm, 꼬리 길이는 12~33mm이다. 발 길이는 17~25mm, 귀 길이는 24~31mm이고 몸무게는 최대 65g이다. 털은 짧고 양털처럼 부드럽다. 등 쪽은 짙은 갈색 또는 불그스레한 갈색이지만 희끄무레한 색조를 띠기도 한다. 배 쪽은 밝은 회색빛 갈색이다. 잎코는 피침형으로 상당히 잘 발달해 있다. 핵형은 2n=32, FN=58이다.

## 생태
먹이로 열매를 먹지만 곤충 애벌레 등을 먹는 모습이 관찰되기도 한다. 새끼를 밴 암컷이 2월 9일에 포획된 기록이 있다.

## 분포 및 서식지
멕시코 남부부터 온두라스까지, 코스타리카부터 브라질 남동부 지역까지 널리 분포한다. 해발 최대 2600m 이하의 열대 상록수림에서 서식한다. 시냇가 근처 평원과 기타 습지에서 자주 발견되기도 한다.

## 아종
3종의 아종이 알려져 있다.
- P. s. stenops - 파나마, 코스타리카, 콜롬비아, 베네수엘라, 가이아나, 수리남, 프랑스령 기아나, 에콰도르, 페루, 브라질 북부와 동부의 최대 산타카타리나주 지역까지 분포
- P. s. boliviensis (Barquez & Ojeda, 1979) - 볼리비아 남동부
- P. s. septentrionalis (Goodwin, 1940) - 멕시코 남부, 과테말라, 온두라스, 벨리즈